# Renault Type IC
Der Renault Type IC war ein Personenkraftwagenmodell der Zwischenkriegszeit von Renault. Er wurde auch 10 CV genannt.

## Beschreibung
Das Modell erschien im Modelljahr 1921 und löste den Renault Type GS ab. Das nahezu identische Modell Renault Type IG erhielt am 16. Oktober 1920 seine Zulassung von der nationalen Zulassungsbehörde. Der Nachfolger Renault Type IM erschien im Juni 1921.
Der wassergekühlte Vierzylindermotor mit 75 mm Bohrung und 120 mm Hub hatte 2121 cm³ Hubraum. Die Motorleistung wurde über eine Kardanwelle an die Hinterachse geleitet. 
Der Wendekreis war mit 18 Metern angegeben. Das Fahrgestell wog 670 kg.
Im Unterschied zum Renault Type IG hatte dieses Modell Rechtslenkung. 